# NGC 5
NGC 5 (również PGC 595 lub UGC 62) – galaktyka eliptyczna (E), znajdująca się w gwiazdozbiorze Andromedy. Została odkryta 21 października 1881 roku przez Édouarda Stephana.